# Elisabeth Moore
Elisabeth »Bessie« Holmes Moore, ameriška tenisačica, * 5. marec 1876, Brooklyn, Massachusetts, ZDA, † 22. januar 1959, Starke, Florida, ZDA.
Elisabeth Moore se je v posamični konkurenci devetkrat uvrstila v finale turnirja za Nacionalno prvenstvo ZDA, zmagala je štirikrat, v letih 1896, 1901, 1903 in 1905. Nacionalno prvenstvo ZDA je po dvakrat osvojila tudi v konkurencah ženskih in mešanih dvojic. Leta 1971 je bila sprejeta v Mednarodni teniški hram slavnih.

## Finali Grand Slamov

### Posamično (9)

#### Zmage (4)
| Leto | Turnir                       | Nasprotnica v finalu | Rezultat finala         |
| 1896 | Nacionalno prvenstvo ZDA     | Juliette Atkinson    | 6–4, 4–6, 6–2, 6–2      |
| 1901 | Nacionalno prvenstvo ZDA (2) | Myrtle McAteer       | 6–4, 3–6, 7–5, 2–6, 6–2 |
| 1903 | Nacionalno prvenstvo ZDA (3) | Marion Jones         | 7–5, 8–6                |
| 1905 | Nacionalno prvenstvo ZDA (4) | May Sutton Bundy     | b.b.                    |

#### Porazi (5)
| Leto | Turnir                       | Nasprotnica v finalu | Rezultat finala         |
| 1892 | Nacionalno prvenstvo ZDA     | Mabel Cahill         | 7–5, 3–6, 4–6, 6–4, 2–6 |
| 1897 | Nacionalno prvenstvo ZDA (2) | Juliette Atkinson    | 3–6, 3–6, 6–4, 6–3, 3–6 |
| 1902 | Nacionalno prvenstvo ZDA (3) | Marion Jones         | 1–6, 0–1, pred.         |
| 1904 | Nacionalno prvenstvo ZDA (4) | May Sutton Bundy     | 1–6, 2–6                |
| 1906 | Nacionalno prvenstvo ZDA (5) | Helen Homans         | b.b.                    |